# Samuel del Villar
Samuel Ignacio del Villar Kretchmar (Ciudad de México, 6 de marzo de 1945-Ciudad de México, 20 de marzo de 2005) fue un abogado, docente en economía, político y escritor mexicano. Fue titular de la Procuraduría General de Justicia del Distrito Federal, entre 1997 y 2000.

## Formación académica
Después de estudiar en el Instituto Cumbres, de los Legionarios de Cristo, cursó economía y se graduó en la Facultad de Derecho de la Universidad Nacional Autónoma de México. Se doctoró en Derecho en la escuela de leyes de Harvard.

## Trayectoria
Desde 1973 dirigió el Fideicomiso Paseos de Taxqueña. Fue productor de queso de cabra.
Fue miembro del Partido Revolucionario Institucional (PRI) y fundador y asesor jurídico del Partido de la Revolución Democrática (PRD), consejero general del Instituto Federal Electoral (IFE) por ese partido. Fue también coadyuvante nombrado por las viudas en la matanza de Aguas Blancas y miembro del primer gabinete de Cuauhtémoc Cárdenas en la jefatura de gobierno del Distrito Federal.
Trabajó desde 1973 en el Centro de Estudios Internacionales de El Colegio de México, donde impartió cursos de derecho constitucional, análisis económico y comercio internacional), y también en la Facultad de Ciencias Políticas y Sociales de la UNAM, donde dio cursos de economía política.
Fue colaborador de Excélsior y fundador y tesorero del consejo de administración de Proceso y colaborador de La Jornada. Fundó también la revista Razones y escribió en esa revista y también en Foro Internacional.
Como procurador de justicia, estuvo a cargo de las averiguaciones previas en el caso del asesinato de Francisco Stanley en 1999.

## Muerte
Samuel del Villar falleció en su domicilio particular, en la colonia Lomas de Chapultepec, cerca de las 13 horas, víctima de muerte cerebral.

## Libros
- Agravios nacionales en la hacienda pública mexicana: 1982-2005. Océano, 2006, 201 páginas.